# Naka-ku (Sakai)
Pour les articles homonymes, voir Naka-ku.
Naka (中区, Naka-ku, litt. « arrondissement du centre ») est l'un des sept arrondissements de la ville de Sakai au Japon. Il est situé au centre de la ville.

## Géographie

### Situation
L'arrondissement de Naka fait partie de la ville de Sakai, dans la région du Kansai. L'arrondissement est limitrophe des arrondissements de Nishi, de Kita, de Minami et de Higashi.

### Démographie
En 2015, l'arrondissement rassemblait 124 518 habitants sur une superficie de 17,88 km2, ce qui fait une densité de population de 6 964 hab./km2.

## Lieux et bâtiments notables
- Université préfectorale d'Osaka (campus de Nakamozu)[2]

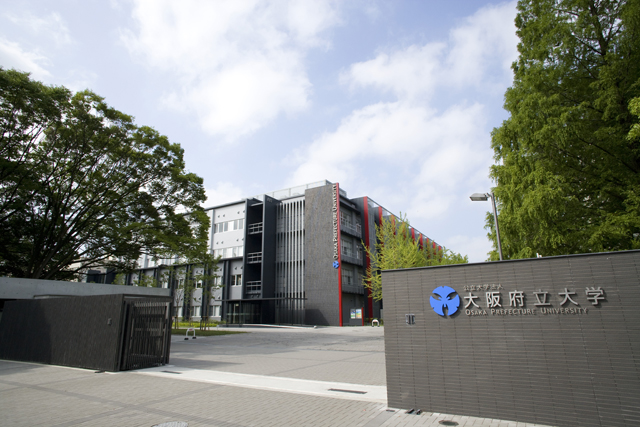
Le campus de Nakamozu de l'université préfectorale d'Osaka.

- Dotō

## Personnalités nées dans l'arrondissement
- Kantarō Suzuki (1868-1948), soldat et homme politique